# 和合石橋頭路靈灰安置所
和合石橋頭路靈灰安置所（英語：Wo Hop Shek Kiu Tau Road Columbarium）是香港一座位於新界北區粉嶺和合石橋頭路和合石墳場的公眾靈灰安置所，佔地3.6公頃，耗資6億3千萬港元，由建築署高級建築師鍾鳴昌設計，於2012年8月竣工，於同年10月開放。樓高5層的骨灰龕大樓樓內設立有43,710個骨灰龕的位置，當中逾8成的骨灰龕位置均是設立於骨灰龕大樓的靈灰安置所所內，其餘則設立於大樓兩旁的斜坡階地。骨灰龕大樓的東西兩面，分別興建了中及西式的紀念花園，供予公眾撒放先人骨灰。
為了保持骨灰龕大樓樓內的空氣質素，9座化寶設施均設立於另外一座大樓的底層。

## 歷史
由於香港的骨灰龕數量一直供不應求，食物環境衞生署遂於2010年耗資6億3千萬港元興建和合石橋頭路靈灰安置所。
10,182個骨灰龕的位置於2012年9月3日開始至10月3日進行首階段接受香港市民申請，於同年11月8日以電腦抽籤形式配發售賣。2013年5月，接受次階段申請。
- 樓高5層的骨灰龕大樓
- 骨灰龕大樓
- 上香區
- 戶外靈灰龕（西座）
- 化寶爐
- 紀念花園（西座）
- 顧客電子資訊中心
- 辦事處

## 獎項
2013年5月21日，香港建築師學會頒授「境內全年建築大獎」予 和合石橋頭路靈灰安置所。評審團認為，項目的建築手法別樹一幟，建築師悉心地排列簡單的方形龕格，結構簡潔突出，紀念花園與靈灰安置所的綠化屋頂相連，令到建築物融入自然。

## 交通
- 九龍坑巴士站

- 橋頭路巴士站

- 銘賢路巴士站

## 外部連結
- 配售新靈灰龕位 和合石橋頭路靈灰安置所第五期及鑽石山靈灰安置所
- 新公眾靈灰龕位配售下周起接受申請（附圖）（页面存档备份，存于）